# Trigenicus profectus
Trigenicus profectus és una espècie extinta de mamífer artiodàctil de la família dels protoceràtids que visqué a Nord-amèrica durant l'Eocè superior, fa entre 37,2 i 33,9 milions d'anys. Se n'han trobat restes fòssils al Canadà (Saskatchewan) i els Estats Units (Dakota del Sud, Montana, Nebraska i Wyoming). Es tracta de l'única espècie classificada actualment en el gènere Trigenicus. A primera vista, hauria recordat un cérvol, però en realitat és més proper als camells i, de fet, en un primer moment fou descrit com un camèlid. Era gairebé igual de gros que el pebroteri, del qual es diferenciava pel fet de tenir les dents molars de tipus braquidont.